# USS Vallejo (CL-112)
USS Vallejo (CL-112) – niezrealizowany projekt amerykańskiego lekkiego krążownika typu Fargo.

## Historia
Okręt był budowany w stoczni New York Shipbuilding Corporation w Camden, na podstawie autoryzacji z 9 lipca 1942. W związku z postępem walk w czasie II wojny światowej, kontrakt został anulowany 5 października 1944, a kadłub został złomowany na pochylni.